# Харин, Евгений Валерьевич
Евге́ний Вале́рьевич Ха́рин (11 июня 1995, Маарду, Эстония) — российский футболист, полузащитник клуба «Урал».

## Биография
На взрослом уровне начал выступать в 2011 году в составе эстонского клуба «Инфонет» (в 2017 году клуб выступал под названием «ФКИ Таллинн»). В 2011—2012 годах играл в Эсилиге, с 2013 года — в Мейстрилиге. По итогам июня 2015 года был признан лучшим футболистом месяца, в июне в трёх матчах чемпионата забил четыре гола, а в матче кубка против «Виртсу» (36:0) — пять голов. В 2016 году со своим клубом стал чемпионом Эстонии. В 2017 году вошёл в пятёрку лучших бомбардиров чемпионата, забив 16 голов, и стал обладателем Кубка Эстонии.
Зимой 2017/18 после объединения «ФКИ Таллинн» и «Левадии» стал игроком объединённой команды. В составе «ФКИ Таллинн» и «Левадии» участвовал в играх еврокубков (6 матчей, 2 гола).
В августе 2018 года перешёл в российский «Ахмат», выступающий в Премьер-лиге. 5 августа 2019 года забил первый гол и отдал голевую передачу за новую команду в домашнем матче против «Оренбурга» (2:1). В 2023 году достиг отметки в 100 матчей за клуб. 14 июня 2025 года покинул клуб после семи сезонов.

## Карьера в сборной
12 октября 2023 года дебютировал в сборной России в товарищеском матче против Камеруна.

## Достижения
- Чемпион Эстонии (1): 2016
- Обладатель Кубка Эстонии (2): 2017, 2018
- Обладатель Суперкубка Эстонии (2): 2017, 2018
- Победитель первой лиги Эстонии: 2012